# Kata Dalströms 1 maj-tal 1895
Kata Dalströms 1 maj-tal 1895 skrevs, men upplästes inte av, Kata Dalström 1 maj 1895. 

## Bakgrund
Kata Dalström åkte runt till små orter runt om i landet och talade i politiska frågor. Hon höll sina tal efter noggrant förberedda manuskript och behandlade ämnen som arbetares villkor, kvinnors sociala rättigheter och kvinnlig rösträtt. Första maj 1895 skulle Kata Dalström hålla tal i sin roll som socialdemokratisk agitator. Hon stoppades av sin make, och manuskriptet lästes i stället upp av Fru A. Ziesnitz.

## Talets innehåll
Hennes mest berömda tal (trots att det alltså inte framfördes av Dalström själv) är talet på första maj 1895. Temat var ”Kvinnan och normalarbetsdagen” och talet disponerades kring två huvudpunkter: en lagstadgad arbetsdag och uppmaningen till kvinnors organisering. Dalström underströk i sitt manuskript att ämnet var del av ett internationellt uppvaknande, att det var en angelägenhet för såväl arbetar- som överklassen och för såväl kvinnor som män.]  Hon skrev bland annat: ”Men om det är nödvändigt för männen att organisera sig, att fordra kortare arbetstid, är det nu en oafvislig plikt för kvinnorna; de ha ej blott sina egna kroppar att vårda, utan äfven kommande släktens".

## Talets stil
Dalströms stil beskrivs som orädd, självmedveten och slagfärdig. Talet vittnar om en bildad upphovskvinna och är raffinerat men tydligt i sin språkliga utformning. Det följer den klassiska retorikens ideal för ett väldisponerat framförande. Citatet ”Det dröjde länge – alltför länge innan proletariatets föraktade söner och döttrar vaknade upp” röjer en bildande stil och ett uppifrån-perspektiv. I talets slut väljer dock Dalström att identifiera sig med de tilltalade när hon i den avslutande meningen konstaterar: ”Äfven vi började inse att så får det ej längre vara, äfven vi har rätt att föra en människovärdig tillvaro, äfven vi ha rätt till de själsodlande njutningar som står alla till buds".